# James A. Garfield
James Abram Garfield (19. listopadu 1831 – 19. září 1881) byl 20. prezident Spojených států a druhý (první byl Abraham Lincoln), který byl zavražděn v úřadu. Ve funkci prezidenta strávil pouhých šest měsíců a 15 dnů. Smrtelně jej postřelil Charles Julius Guiteau ve Washingtonu dne 2. července 1881. Na následky střelného zranění zemřel 19. září stejného roku. Zajímavostí je, že byl Garfield mimořádně inteligentní – uměl psát zároveň oběma rukama, a to jednou řecky a druhou latinsky.

## Mládí
Garfield se narodil v Orange Township, nyní Moreland Hills, v Ohiu. Jeho otec zemřel v roce 1833, když mu bylo 18 měsíců. Vychovala ho jeho matka a strýc.

## Smrt
Dne 2. července odjel Garfield společně se svým tajemníkem na nádraží Baltimore and Potomac Railroad. Když procházel čekárnou, objevil se za ním Guiteau a dvakrát vystřelil. První kulka prezidenta škrábla na paži, druhá, která ho zasáhla do zad, byla smrtelná. Guiteau byl na místě zatčen a odvezen. Těžce zraněného Garfielda přepravili do Bílého domu. Přes deset nejlepších lékařů se pokoušelo kulku najít, ale marně. Přijeli i vynálezci Alexander Graham Bell a Charles Sumner Tainter se svým detektorem kovu. V průběhu všech operací se nedodržovaly zásady hygieny a sterility. Garfield tak umíral pomalu a bolestivě na infekci.
Dne 6. září byl převezen do svého domu v Elbornu, New Jersey. Zde také v pondělí 19. září ve 22.35 hod. zemřel.
Při pitvě bylo zjištěno, že kulka byla blízko páteře. Je pohřben v mauzoleu Lakeview Cemetery v Clevelandu v Ohio.
V roce 1887 byl nedaleko Kapitolu (budovy amerického Kongresu) slavnostně vztyčen Pomník Jamese A. Garfielda.

## Výroky
| „ | Kdokoli ovládá objem peněz v dané zemi, je absolutní pán nad veškerým průmyslem a obchodem… a když si uvědomíte, že celý systém je velmi snadno ovládán, ať už jedním či druhým způsobem, několika málo mocnými muži na vrcholu, sami přijdete na to, odkud vznikají období inflací a krizí. | “ |